# テレビ東京照明
株式会社テレビ東京照明（かぶしきがいしゃ-とうきょうしょうめい、英称：Lighting TX, Inc.、略称：LiTX）は、かつて存在したテレビ照明技術業務を行った企業。東京都品川区に本社を置いていた。テレビ東京の連携子会社であった。

## 概要
1982年10月29日、TBSの技術子会社・東通グループの子会社ティ・エル・シーから独立、それを出資し、株式会社照明技術として設立。主にテレビ、舞台、イベントなどの照明の企画と制作技術業務を行っていた。設立当初の本社は赤坂。
2005年7月1日付で、株式会社テレビ東京美術センターと合併し、合併後の新社名が株式会社テレビ東京アートとなるが、テレビ東京美術センターが存続会社となるためテレビ東京照明は解散した。

## 沿革
- 1982年10月29日 - 株式会社照明技術を設立。
- 1986年（昭和61年）5月 - 株式会社アクト[注 2]の協力を得て、赤坂から芝公園に移転された。
- 1987年（昭和62年）5月 - テレビ東京が資本参加を伴って、関連会社となる。
- 1992年（平成4年）7月 - テレビ東京が、当社の発行済株式を取得し、連結子会社となる。
- 2002年（平成14年）7月 - 株式会社テレビ東京照明に商号変更。
- 2005年（平成17年）7月 - 株式会社テレビ東京美術センターと合併し、テレビ照明と美術を担当する会社として株式会社テレビ東京アートが発足し、解散会社となった。

## 主な実績

### テレビ番組
凡例
特に記述がない場合はテレビ東京で放送。
太字：会社解散・合併後も引き続き、現在放映中の番組。

## 関連
- 東通
  - ティ・エル・シー
- テクノマックス
  - タワーテレビ
  - 東京タワースタジオ